# Concert per a violoncel núm. 1 (Haydn)
El Concert per a violoncel i orquestra núm. 1 en do major, Hob. VII B1, va ser compost per Joseph Haydn aproximadament entre 1761 i 1765 per a Joseph Weigl, compositor i en aquell moment destacat violoncel·lista de l'orquestra dels prínceps d'Esterházy que dirigia Haydn. Aquest concert es creia perdut fins que, el 1961 el musicòleg Oldřich Pulkert va descobrir-lo en el Museu Nacional de Praga, entre diversos documents pertanyents al castell Radenin.
Com en altres obres compostes per a Weigl, se li exigeix al solista un gran virtuosisme. El 1762 Haydn havia entrat al servei de la família Esterházy i podia disposar d'alguns instrumentistes de gran talent, per als quals va escriure durant aquest període un gran nombre de concerts, molts dels quals han desaparegut.
Les cadències del primer i segon moviment no són originals del compositor; normalment, el violoncel·lista toca cadències de compositors anònims del segle xviii o altres compostes després de 1961.
És una obra en què abunda el virtuosisme i alguns violoncel·listes destacats de la segona meitat del segle xx, com ara Jacqueline du Pré o Mstislav Rostropóvitx, van incorporar-lo al seu repertori.

## Moviments
El Concert per a violoncel i orquestra núm. 1 en do major de Haydn consta de tres moviments:
1. Moderato
2. Adagio
3. Allegro molto